# Hellbilly Deluxe
Hellbilly Deluxe (pełny tytuł: Hellbilly Deluxe: 13 Tales of Cadaverous Cavorting Inside the Spookshow International) – pierwszy solowy album Roba Zombie, byłego wokalisty i frontmana heavymetalowego zespołu White Zombie. Został wydany 25 sierpnia 1998 roku. Album łączy w sobie gatunku heavy metalu i groove metalu, muzycznie i tekstowo artysta odnosi się do klasycznych filmów grozy.
Hellbilly Deluxe promowały trzy single: "Dragula", "Living Dead Girl" i "Superbeast". Wszystkie osiągnęły sukces komercyjny.
W 2010 roku Rob Zombie wydał album Hellbilly Deluxe 2, który jest kontynuacją Hellbilly Deluxe.

## Lista utworów
1. "Call of the Zombie" – 0:30
2. "Superbeast" – 3:40
3. "Dragula" – 3:42
4. "Living Dead Girl" – 3:21
5. "Perversion 99" – 1:43
6. "Demonoid Phenomenon" – 4:11
7. "Spookshow Baby" – 3:38
8. "How to Make a Monster" – 1:38
9. "Meet the Creeper" – 3:13
10. "The Ballad of Resurrection Joe and Rosa Whore" – 3:55
11. "What Lurks on Channel X?" – 2:29
12. "Return of the Phantom Stranger" – 4:31
13. "The Beginning of the End" – 1:52